# NGC 5116
NGC 5116 (другие обозначения — UGC 8410, MCG 5-32-9, ZWG 161.36, KUG 1320+272, IRAS13205+2714, PGC 46744) — спиральная галактика с перемычкой (SBc) в созвездии Волосы Вероники.
В 2018 году галактика была исследована с помощью радиотелескопа KASI. Особенности в структуре галактики трудно поддаются классификации, это могут быть как удлинненые рукава спирали, так и приливные особенности, связанные с взаимодействием с невидимой нами карликовой галактикой.
Этот объект входит в число перечисленных в оригинальной редакции «Нового общего каталога».